# Cornulella lundbecki
Cornulella lundbecki är en svampdjursart som beskrevs av Arthur Dendy 1922. Cornulella lundbecki ingår i släktet Cornulella och familjen Acarnidae.
Artens utbredningsområde är havet kring Seychellerna. Inga underarter finns listade i Catalogue of Life.